# Comuna Oleksandrivka, Pîreatîn
Oleksandrivka (în ucraineană Олександрівка) este o comună în raionul Pîreatîn, regiunea Poltava, Ucraina, formată din satele Mohîlivșciîna, Oleksandrivka (reședința) și Rivne.

## Demografie
Componența lingvistică a comunei Oleksandrivka
     Ucraineană (92,38%)
     Rusă (5,51%)
     Română (1,3%)
     Alte limbi (0,49%)
Conform recensământului din 2001, majoritatea populației comunei Oleksandrivka era vorbitoare de ucraineană (92,38%), existând în minoritate și vorbitori de rusă (5,51%) și română (1,3%).